# Cheumatopsyche naumanni
Cheumatopsyche naumanni är en nattsländeart som beskrevs av Malicky 1986. Cheumatopsyche naumanni ingår i släktet Cheumatopsyche och familjen ryssjenattsländor. Inga underarter finns listade i Catalogue of Life.